# Egzon Kryeziu
Egzon Kryeziu, slovenski nogometaš, * 25. april 2000, Kranj.
Kryeziu je profesionalni nogometaš, ki igra na položaju vezista. Od leta 2022 je član poljskega kluba Górnik Łęczna. Ped tem je igral za slovenski Triglav Kranj in poljsko Lechio Gdańsk. Skupno je v prvi slovenski ligi odigral 63 tekem in dosegel pet golov. S Triglavom je v sezoni 2016/17 postal prvak v drugi slovenski ligi. Bil je tudi član slovenske reprezentance do 16, 17, 18, 19 in 21 let.